# Danila Medvedev
Danila Andreevich Medvedev (em russo:  Данила Медведев) (nascido a 21 de Março de 1980 em Leninegrado (actual São Petersburgo)) é um futurologista Russo (especializado na ciência e futuro da Rússia), cientista e político.
É também um dos fundadores e o director geral da KrioRus (desde Maio de 2005), a primeira empresa de criónica fora dos Estados Unidos. É membro do conselho de coordenação do Movimento Trans-humanista Russo. Desde Agosto de 2008 trabalha também como Director de Planeamento e Vice-Presidente da Fundação "Ciência para a Extensão da Vida" em Moscovo, Rússia.

## Biografia
Nascido 21 de março, 1980 em Leninegrado, Rússia.
Danila Medvedev graduou-se na "International Management Institute of St. Petersburg" (IMISP) em 2000. O título da sua tese de mestrado foi "Methods of the account of conditions of financing at an estimation of investment projects".
Em 2005 juntamente com outros 7 crionicistas, fundou a KrioRus, a primeira empresa de criónica fora dos Estados Unidos.
Danila foi um dos representantes trans-humanistas que deu a palestra "Influência da ciência sobre a situação política na Rússia. Uma visão para o futuro", organizado pelo Partido Liberal Democrático da Rússia na Duma (Parlamento) em 21 de Março de 2007

## Trabalhos
- Estaremos a viver na especulação Nick Bostrom? (2003)
- O papel decisivo da ciência no desenvolvimento das ideias filosóficas no século 21 (2003)
- Primeira tradução Russa[1] de Robert Ettinger. The Prospect of Immortality (Robert Ettinger, Perspectivas para a Imortalidade, Moskva,Izd. «Nauchnyĭ mir», 2003)

## Ligações Externas
- «Blog» (em russo)
- «Danila Medvedev, Perfil no Accelerating Future People» (em inglês)
- «Danila Medvedev, Perfil no LinkedIn» (em inglês)
- Twitter de Danila Medvedev (em inglês e em russo).
- KrioRus
- «Movimento Trans-humanista Russo» (em russo)